# 奈良悠樹
奈良 悠樹（なら ゆうき、1988年2月17日 - ）は、日本のギタリスト、作曲家、編曲家。神奈川県横浜市出身。所属事務所はF.M.F。

## 来歴
幼少期からピアノを習い、小学校からはギターを始める。中学校入学後からバンド活動、高校からは作曲活動を開始。バークリー音楽大学に進学し、作編曲やDTMについて学ぶ。自身のバンド"LAST REUNION"でドイツのレーベルから配信デビュー。現在は、ドラマやアニメの劇伴音楽の作曲、編曲、演奏協力、アーティストのツアーサポート、レコーディング等、様々なジャンルで活動している。

## 作編曲（順不同）
- 水瀬いのり
  - Winter Wonder Wander（編曲）
- 小倉唯
  - ハイタッチ☆メモリー（編曲）
- マジカル・パンチライン
  - Prologueは摩訶不思議（作曲・編曲）
- 石原夏織
  - Gift（編曲）
- CROWN POP
  - Change the World!（共編曲）
  - Snowy Shiny day（編曲）
  - Cheerful Butterfly（編曲）
  - またね（編曲）
- SuG
  - ZIG ZAG（編曲）
- イヤホンズ
  - 私でキマリ☆ ※Tom-H@ckとの共同作編曲
- 水樹奈々
  - FEARLESS HERO（作曲） - アニメDOG DAYS’ OPテーマ
- 日笠陽子
  - Starting Line（作曲・編曲）
  - Love My Melody（作曲・編曲）
- 浦島坂田船
  - ARK（編曲）※大石昌良と共同
- 原田ひとみ
  - 疾走論（作曲） - アニメ閃乱カグラEDテーマ
  - Promessa（作曲・編曲） - PSPソフト「アルカナ・ファミリア2」テーマソング
  - Simpatia（作曲）
  - First Kiss（編曲）
  - はじめてイノベーション（編曲）
  - 創まりの風（編曲）-galapagos
  - ノア（編曲）-galapagos
  - Quick Shooting Star（編曲）-galapagos
  - 影桜ーかげろうー（編曲）-galapagos
  - 地上のホシ（編曲）-galapagos
  - DOME（共編曲）-galapagos
- 鈴木このみ
  - Fly to the stars（共作詞・作曲・編曲）
  - Before too long（作曲・編曲）
  - Nice to Me CHU!!!（編曲）
  - 「わたし」をくれたみんなへ（作曲・編曲）
  - Moment（共作曲・編曲）
  - 全部君がいたから知ったんだ（ストリングスアレンジ）
- Machico
  - ココロメロディー（ストリングスアレンジ）
  - Million Smile（ストリングスアレンジ）
- 少女コンプレックス
  - ハジマリノヒカリ（編曲）
  - ユメノカケラ（編曲）
  - くるくるカラフルEveryday!（作曲・編曲）
  - Justice Knight（作曲・編曲）
- 古川雄大
  - Don't Look Back（編曲）
- Cupitron
  - ピコピコクラブ（作曲）
- モンスターストライク
  - 初恋は君色メモリー（編曲）- 白雪姫リボン（CV：久保ユリカ）
  - Sweet Candy Monster（編曲）- 白雪姫リボン（CV：久保ユリカ）
  - ハレーションガール（作曲・編曲） - 白雪姫リボン（CV：久保ユリカ）
- TVアニメ「ハイスクールフリート」
  - TRIGGER HAPPY GIRL （作曲・編曲）- 西崎芽依（CV：種﨑敦美）
  - 360°バリケード（作曲・編曲）- 武田美千留（CV：菊池瞳）
  - C・H・A・T・T・Y（作曲・編曲）- 若狭 麗緒（CV：清水彩香）
- TVアニメ「ミリオンドール」
  - 光る海のまんなかでRemix （編曲）- すうこ（CV：楠田亜衣奈）
- TVアニメ「ミカグラ学園組曲」
  - 花吹雪リクレクト （編曲）- 湊川貞松（CV：古川慎）
- TVアニメ「美男高校地球防衛部LOVE!」
  - 1・2・3でLOVE & JOY（編曲）箱根有基（CV：山本和臣）
- TVアニメ「冴えない彼女の育てかた」
  - M♭（編曲）加藤恵（CV：安野希世乃）
  - GLISTENING♭（編曲）加藤恵（CV：安野希世乃）
  - Daydreamer（編曲）氷堂美智留（CV：矢作紗友里）
  - Little Busters!（編曲）氷堂美智留（CV：矢作紗友里）
  - 加藤恵『ダ・カーポ 〜第2ボタンの誓い〜』編曲:奈良悠樹
  - 加藤恵『小さな手のひら』編曲:奈良悠樹
- TVアニメ「僕は友達が少ない」
  - SHOCK YOUR EYES（作曲・編曲）- 福圓美里
  - はじまりの日はいつも（作曲・編曲）- 川澄綾子
- 佐藤聡美
  - Happy Friday Night（作曲・編曲） - ラジオ聡美はっけん伝OPテーマ
- 仙台エリ&本多陽子
  - シトラスシリウス（作曲・編曲） - まほうつかいの箱イメージソング
- #enu
  - 想っている ずっと・・・（作曲・編曲） - ているずおぶ劇場EDテーマ
- SHU-I
  - 1st Live tour Opening dance曲（作曲・編曲）

## 劇伴
- 映画
  - 「今日、恋をはじめます」Flying Pan名義　作編曲
  - 「しゃぼん玉」作編曲
- アニメ
  - 「キューティクル探偵因幡」作編曲
  - 「ダイヤのA」Flying Pan名義　作編曲
  - 「夜桜四重奏」編曲（音楽・やしきん）
  - 「フライングベイビーズ」作編曲
  - 「IDOLY PRIDE」作編曲（音楽・岸田勇気・坂和也・利根川貴之）
- ドラマ
  - 「特捜最前線2013～7頭の警察犬」編曲
  - 「警視庁捜査一課9係season9スピンオフSP」作編曲（音楽・吉川清之・岸田勇気・奈良悠樹）
  - 「TEAM警視庁特別犯罪捜査本部」作編曲（音楽・吉川清之・奈良悠樹）
  - 「所轄魂」作編曲（音楽・吉川清之・奈良悠樹）
  - 「刑事7人 Season3」作編曲（音楽・吉川清之・奈良悠樹）
  - 「刑事7人 Season4」作編曲（音楽・吉川清之・奈良悠樹）
  - 「刑事7人 Season5」作編曲
  - 「刑事7人 Season6」作編曲
  - 「24 JAPAN」作編曲
  - 「グッドモーニング・コール2 our campus days」team-k名義　作編曲
  - 「名奉行！遠山の金四郎 2017」team-k名義　作編曲
  - 「所轄刑事10」作編曲（音楽・吉川清之・奈良悠樹）
  - 「犯罪化学分析室　電子の標的2」「犯罪化学分析室　電子の標的3」作編曲（音楽・吉川清之・奈良悠樹）

## 舞台音楽
- 「LINE」テーマ曲　作編曲
- 「信長」テーマ曲　作編曲
- 「*ASTERISK」音楽　作編曲（林ゆうき音楽総合プロデュース）
- 「*ASTERISK2」音楽　作編曲（林ゆうき音楽総合プロデュース）
- DAZZLE「二重ノ裁ク者」音楽　作編曲（林ゆうき音楽総合プロデュース）
- 「限界ベイベエ」音楽　作編曲
- 「PERDEATHCA」音楽　作編曲
- 「神様はじめましたTHE MUSICAL」劇伴・劇中歌-作編曲
- 「神様はじめましたTHE MUSICAL2」劇伴・劇中歌-作編曲
- 「TRICKSTER～theSTAGE～」音楽　作編曲

## レコーディング参加曲
- AKB48
  - 挨拶から始めよう（リードギター）-「Green Flash」Type H収録
- 高垣彩陽
  - Ribirth-Day（ギター）
  - 愛の陽（ギター）
- 日笠陽子
  - みるく定食（ギター）
- GILLE
  - 僕らの夏の夢（ギターソロ）
- 鈴木このみ
  - 真輝聖のメタモルフォシス（ギター）
  - Love is My Rail（ギター）
  - One day sky（ギター）
- 水瀬いのり
  - Lucky Clover（ギター）
  - Well Wishing Word（ギター）
- 新田恵海
  - スピカ（ギター）
- 羽多野渉
  - 覚醒のAir（ギター）
  - Never be too late（ギター）
- わーすた
  - おやすみ（ギター）
  - メラにゃイザー!!!!! ～君に、あ・げ・う♪～（ギター）
  - 遮二無二 生きる！（ギター）
  - グレープフルーツムーン（ギター）
  - サンデー!サンシャイン!（ギター）
  - 四季ドロップス（ギター）
  - ハロー to the world（ギター）
  - 春花火（ギター）
  - 詠み人知らずの青春歌（ギター）
- 「THE LAST -NARUTO THE MOVIE-」Blu-ray特典
  - いつの日にも（ギター）うずまきナルト（CV：竹内順子）
  - 劇伴
- TVアニメ「Dance with Devils」
- TVアニメ「うたの☆プリンスさまっ♪ マジLOVEレボリューションズ」
  - Saintly Territory（ギター） - カミュ（CV.前野智昭）
  - 木漏れ日ダイヤモンド（ギター） - 一十木音也（CV.寺島拓篤）・四ノ宮那月（CV.谷山紀章）
- TVアニメ「戦姫絶唱シンフォギアGX」
  - 殲琴・ダウルダブラ（ギター） - キャロル・マールス・ディーンハイム（CV：水瀬 いのり）
  - 劇伴
- TVアニメ『ダイヤのA』
  - CLOUD NINE（ギター）青道高校野球部
  - Blue Winding Road（ギター）青道高校野球部
  - 風の中のシーソーゲーム（ギター）小湊春市（CV：花江夏樹）、小湊亮介（CV：岡本信彦）
  - FINAL VICTORY（ギター）青道高校野球部
  - GET TO THE TOP（ギター）成宮鳴(CV：梶裕貴）
  - 追い風に告ぐ（ギター）小湊亮介（CV：岡本信彦）
  - 永遠のライバル（ギター）小湊春市（CV：花江夏樹）
- TVアニメ「ノラガミ」キャラクターソング
  - ミタイ・セカイ（ギター）壱岐ひより（CV：内田真礼）DVD第3巻の特典CDに収録
- TVアニメ「ディーふらぐ!」
  - 可憐孤高の花びら（ギター） - 高尾部長（CV:伊藤静）BD&DVD第一巻特典曲
  - 8bit skipper（ギター）- 柴崎芦花（CV:花澤香菜）BD&DVD第二巻特典曲
  - Funaboric syndrome（ギター） - 船堀さん（CV：豊崎愛生） BD&DVD第三巻特典曲
  - Su・i・ma・se・n（ギター） - 烏山千歳（CV:斎藤千和）水上桜（CV:高橋美佳子） BD&DVD第四巻特典曲
- TVアニメ「しろくまカフェ」
  - PANDAHOLIC（ギター）しろくまカフェ2月度EDテーマ
  - バンブー・ランデヴー♡（ギター）-メイメイ（CV：花澤香菜）しろくまカフェ1月度EDテーマ
- Trignal
  - Cupid! Cupid! Cupid!（ギター） - Trignal アルバム「so funny」収録
- TVアニメ「HUNTER×HUNTER」セレクト×ベスト×α
  - Cycless Wind（ギター）-フィンクス （CV:KENN）
- TVアニメ 武装神姫 Character Song Series 【神】
  - HA・CHA・ME・CHA☆QUEEN -アイネス（CV.水橋かおり）
- TVドラマ「遺留捜査」シリーズ　劇伴（ギター）
- TVドラマ「SP〜警視庁警護課」シリーズ　劇伴（ギター）

## 参加ライブ・ツアーアーティスト（順不同）
- 織田哲郎,今井翼,関ジャニ∞,浅岡雄也,田村直美,相川七瀬,瀧川ありさ,川畑要,THE SxPLAY,日笠陽子,原田ひとみ,彩音,鈴木このみ,高田由香,真瀬はるか,古川雄大,工藤えみ,バニラビーンズ,大石昌良,近藤晃央,みみめめMIMI,ELISA,175R,つるの剛士,OLDCODEX,JUON,Uru,majiko,TOUYU,BiSH,JAM Project
- AJF（水木一郎、串田アキラ、MoJo、高取ヒデアキ、和田光司、サイキックラバー、Marina del ray、宮内タカユキ、流田Project）
- NEO GENERATION（織田かおり、黒沢ともよ、南里侑香、結城アイラ、吉田仁美、Ray、アフィリアサーガ）

## 出演
- ドラマ「警視庁捜査一課9係season9」第3話　志賀康史（MOON GRAVITY）役
- 織田哲郎 LIVE TOUR 2013「ソロデビュー三十周年大感謝!されどいまだ未熟者、先は長いっす」DVD&Blu-ray
- 日笠陽子
  - 「新世界システム」PV
  - 「Glamorous Live」DVD&Blu-ray
  - 「Glamorous Days」PV
  - 「Seek Diamonds」PV
- 関ジャニ∞
  - 「KANJANI∞ LIVE TOUR!! 8EST 〜みんなの想いはどうなんだい?僕らの想いは無限大!!〜」DVD&Blu-ray
  - 「KANJANI∞ 五大ドームTOUR EIGHT×EIGHTER おもんなかったらドームすいません」DVD&Blu-ray